# Ładzice
Ładzice – wieś w Polsce położona w województwie łódzkim, w powiecie radomszczańskim, w gminie Ładzice.
Do 1953 roku miejscowość była siedzibą gminy Radziechowice. W latach 1954–1972 wieś należała i była siedzibą władz gromady Ładzice. W latach 1975–1998 miejscowość administracyjnie należała do województwa piotrkowskiego.
Miejscowość jest siedzibą gminy Ładzice.

## Komunikacja
Z Ładzic odjeżdżają autobusy PKS, oraz miejski autobus MPK Radomsko linii nr 23.
Najbliższym dworcem PKP jest dworzec w Radomsku w odległości około 6 km.